# Justus de Harduwijn
Justus [De/de] Harduyn/Harduijn, ou Harduwijn, né à Gand le 11 avril 1582 et mort à Audeghem le 21 juin 1636, est un prêtre et un poète des Pays-Bas espagnols.  Exception faite de quelques poèmes français en vers, il a toujours écrit en néerlandais.

## Biographie et œuvre

### Enfance, éducation et début de sa prêtrise
Ce poète était issu d'une famille aristocratique gantoise,.  Le grand-père de Justus, Thomas de Harduwijn, directeur des biens du principal conseiller de l'empereur Charles Quint, Louis de Flandres, suivit le conseil de celui-ci de laisser étudier ses enfants.  Donaes, fils de Thomas et mort le 4 janvier 1605, est le prototype du vrai humaniste ayant visité l'Italie ; Justus héritera de sa bibliothèque, qui était sans doute considérable et de haute valeur, car elle sera estimée à une valeur de cinq à six cents florins.  Sa fille Josyne se maria avec une célébrité : l'un des secrétaires de la ville de Gand, Maximilien de Vriendt (1559-1614), auteur de plusieurs poèmes latins.  Le fils de Thomas, François, écrivit, hormis des odes et des élégies latines, des poèmes néerlandais, qui ne nous sont pas parvenus.  François, père de Justus, était un homme instruit et un humaniste, qui avait fait la connaissance des poètes de la Pléiade lors de son séjour en France ; ce fut à Paris qu'il entra en contact avec le savant Dorat, le véritable initiateur de la Pléiade,.  Dans l'imprimerie de Plantin à Anvers, où il travaillait comme correcteur, François se lia d'amitié avec Jan van der Noot, qui, dans l'un de ses poèmes, s'adresse à lui en des termes amicaux.  Il mourut en 1609.

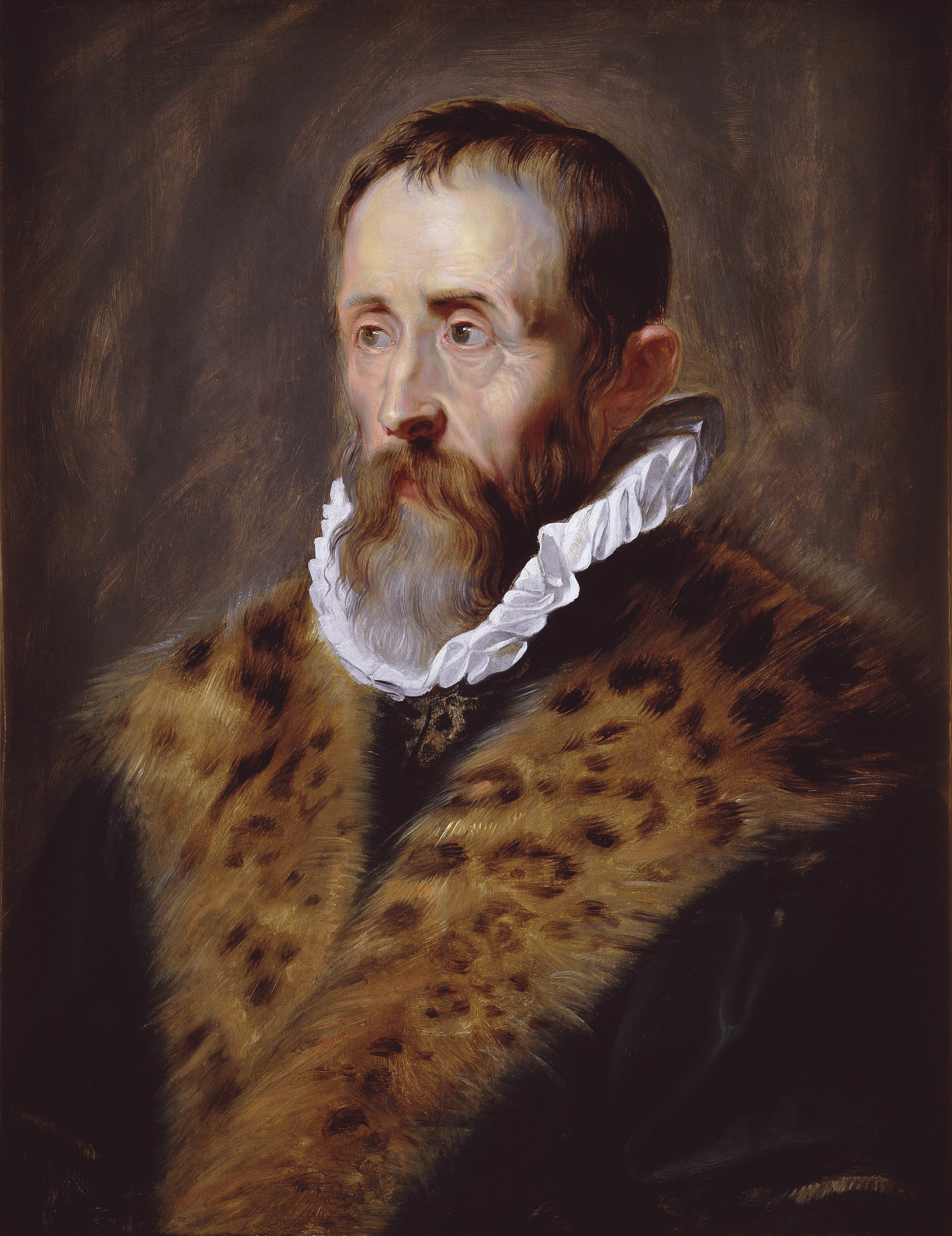
Portrait de Juste Lipse (musée Plantin-Moretus d'Anvers) de l'atelier de Rubens, d'après Janssens. Justus de Harduwijn fut l'élève du célèbre humaniste.

Vers le moment où Justus de Harduwijn terminait ses études secondaires, plus précisément le 15 et 16 mai 1598, sous l'épiscopat de Pierre Damant, il reçut la tonsure, ce qui signifie sans doute qu'il accéda au clergé ; à peine avait-il seize ans.  Si une affaire amoureuse mit peut-être fin à sa première tentative d'accéder au clergé, il est cependant certain qu'il ne fut admis à la première ordination ad minores que huit ans plus tard, le 22 et 23 décembre 1606.
François de Harduwijn, dont la famille aux racines nobles était restée fidèle à l'église catholique romaine — comme d'ailleurs celle de sa femme Livina Tayaert, appartenant au même groupe social —, et cela dès le début de la révolte des gueux et pendant la guerre de religion qui en résulta, envoya son fils Justus étudier le droit, à partir de 1600, à Louvain, où il obtint son baccalauréat en 1605.  Élève de Juste Lipse, il s'y lia d'amitié avec le futur évêque d'Ypres, Cornelius Jansen, ainsi qu'avec Henri Calénus, le Hollandais Joannes Baptist Stalpaert van der Wiele et bien d'autres.
De septembre 1605 jusqu'au mois d'août 1606, il étudia au séminaire et à l'université de Douai, où il fut promu magister artium.  Il revint à Gand pour s'y préparer à l'ordination.  Il fut finalement ordonné prêtre par l'évêque Pierre Damant le 21 et 22 septembre 1607.  Le chapitre concerné, celui de Cambrai, le nomma curé d'Audeghem et de Mespelare, près de Termonde, deux villages jadis sous la juridiction épiscopale de Malines.
Il était un proche parent de Jacques van Zevecote (dont le nom latinisé est Jacobus Zevecotius), le meilleur ami de David van der Linden de Termonde (Lindanus) et de Simon van den Kerchove (Kerchovius), et un disciple d'Erycius Puteanus.

### Roose-mond

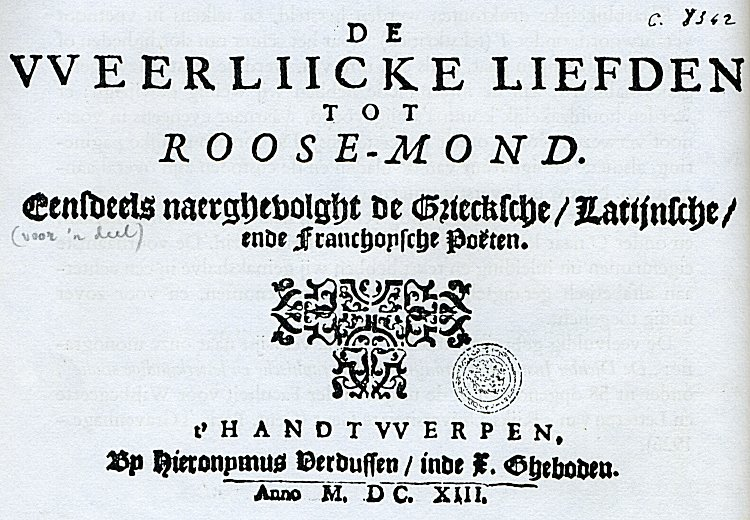
Page de titre des Weerliicke liefden tot Roose-mond (Les Amours profanes de Rosemonde), un recueil de Justus de Harduwijn, publié anonymement en 1613.

Harduwijn était membre de la chambre de rhétorique Sainte-Cathérine d'Alost, et ce furent ses amis rhétoriciens qui le poussèrent à publier, en 1613, par les soins du facteur ou poète en titre de cette chambre, Guilliam Caudron l'Ancien, le recueil De weerliicke liefden tot Roose-mond (L'Amour terrestre pour [une fille appelée] Bouche rosée), où ne figure pas son nom, hormis dans un acrostiche à la fin d'un éloge.  Ce recueil, réunissant des poèmes d'amour, en partie adaptés de modèles grecs, latins et français ou traduits de Du Bellay et de Belleau, aurait été écrit avant 1605.  À l'instar de Houwaert, de D'Heere et de Van der Noot, Harduwijn adopte le mètre de la Renaissance et les nouvelles formes pétrarquistes.  Beaucoup de ses poèmes sont une imitation créative de la poésie de la Pléiade et de celle de Philippe Desportes.  Harduwijn est le premier à introduire le genre cyclique, la couronne de sonnets, dans la littérature néerlandaise.
Le recueil contient un cycle de 50 sonnets ; trois chansons, quelques odes, une élégie et une plainte présentent, à tout le moins formellement, un peu de variation.

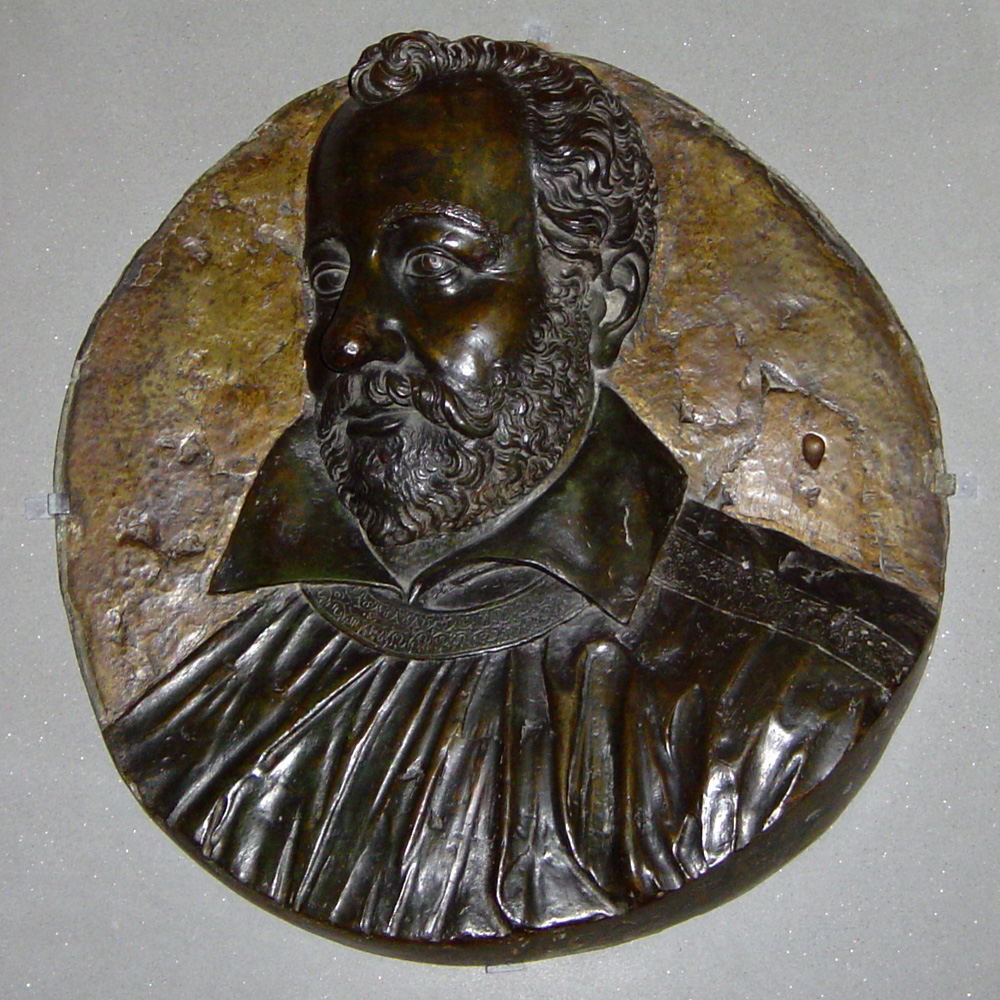
Parmi les poètes de la Pléiade, c'était surtout avec Philippe Desportes, ici représenté sur un médaillon provenant de son tombeau, que Justus de Harduwijn avait des affinités.

Il existe pourtant peu de diversité dans la matière traitée, qui puise son inspiration dans les sujets ordinaires du lyrisme pétrarquiste, transmis par le biais de la Pléiade et à la mode en son temps.  L'auteur a écrit avant tout des variations sur deux thèmes principaux, présents dans l'ensemble du cycle : les qualités exquises et la beauté de la bien-aimée, de qui, en premier lieu, les cheveux et les yeux ont ému le poète, et les plaintes et les douleurs d'un amant délaissé, demeurant inconsolable.
La plupart de ces sonnets, techniquement impeccables, doivent leur existence et leur origine par-dessus tout à la littérature, et non à la vie et aux expériences.  La nature et l'origine des idées célébrées, et la fréquence de lamentations semblables dans la poésie contemporaine, c'est-à-dire de la Renaissance, pointent dans cette direction.
Le recueil comprend un grand nombre de traductions et d'imitations ; de près de la moitié des poèmes — 27 sur 59 —, la source se retrouve presque avec certitude : en grande partie, elle remonte à la poésie de la Pléiade.  Cependant, ce n'est pas son chef de file Ronsard qui a inspiré Harduwijn, mais ce sont bien les auteurs ayant suivi les pas du « poète des princes » qui ont exercé leur influence sur lui : Du Bellay, Belleau et Desportes.  C'est surtout avec ce dernier que Harduwijn a des affinités : son ton doux et élégiaque est devenu entièrement le sien.  Pourtant, la tradition littéraire néerlandaise n'a pas manqué de l'influencer : c'est à Jan van der Noot qu'il doit la flexibilité de ses vers — il emploie l'alexandrin avec césure après le troisième pied et alterne rimes féminines et masculines —, la force de sa technique et la structure de ses sonnets.

### Sacralisation deRoose-mond

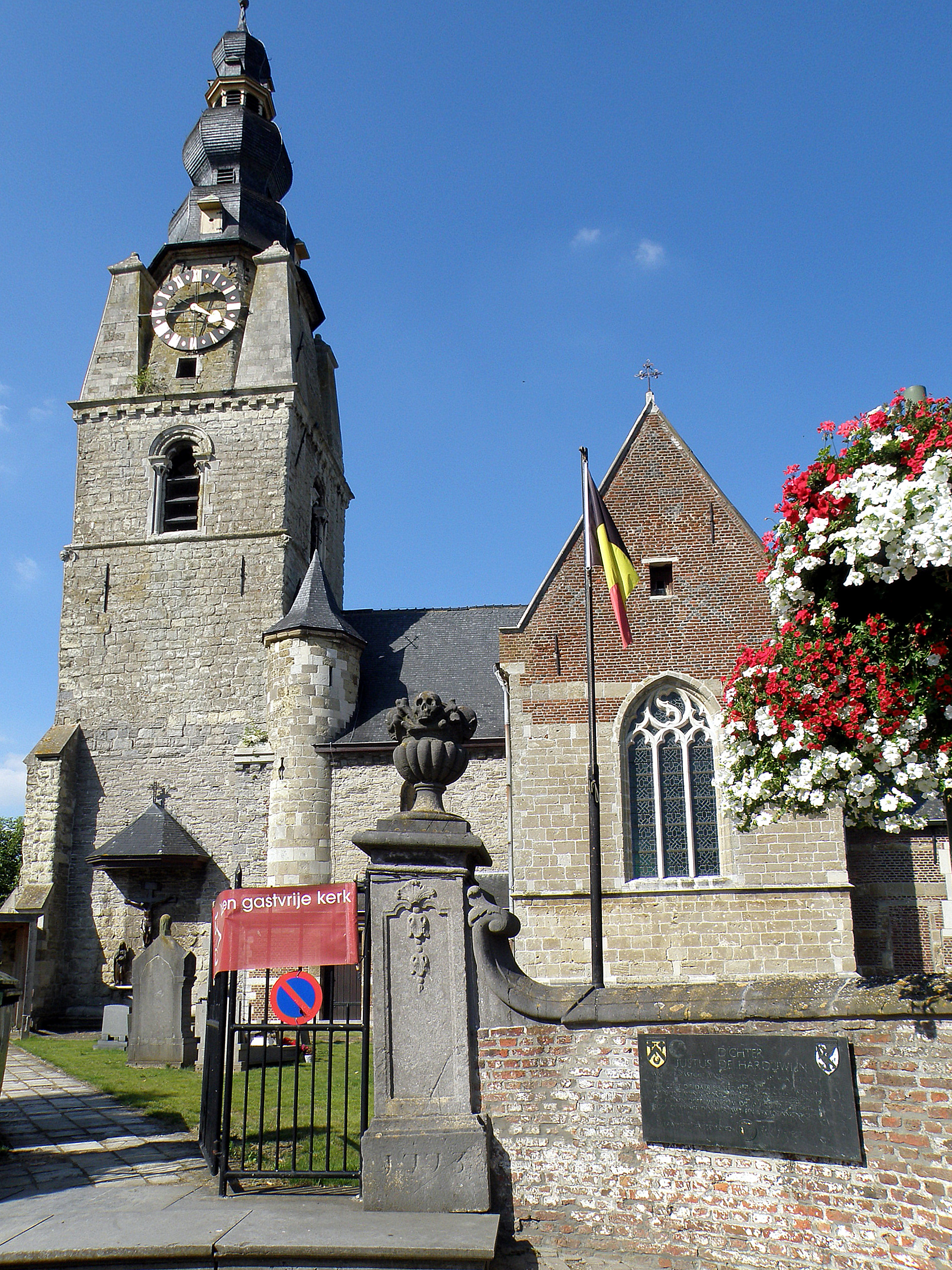
L'église de Mespelare, dont Harduwijn fut le curé de 1607 à 1618 et de 1622 à 1636.

Sur l'insistance du haut clergé, disciple de la Contre-Réforme, Harduwijn dut suivre une voie plus spirituelle dans sa poésie.  Le résultat en est un recueil, dédié à Jacobus Boonen, évêque de Gand : les Goddelicke lof-sanghen (Hymnes à Dieu), de 1620, où se trouvent insérés quelques poèmes profanes du recueil Roose-mond remaniés pour en faire de la poésie spirituelle, moyennant quelques modifications mineures : l'amour charnel devient spirituel, purifié.  Dans ces poèmes, qui appartiennent à la plus pure poésie lyrique spirituelle du XVIIe siècle, Harduwijn projette son amour terrestre sur la Sainte Vierge Marie, sa bien-aimée céleste, qui est également mère et qu'il observe avec un plaisir voluptueux lorsqu'elle allaite et embrasse son bébé, alors que, devant le Christ crucifié, le poète se perd dans un enlacement sensuel,.
Le recueil Den val ende op-stand vanden coninck ende prophete David (La Chute et le redressement du roi et prophète David), de 1620, contient aussi des poèmes spirituels, dont Oscar Dambre a découvert qu'à part les Amours de David et de Bersabée de Rémy Belleau, un long fragment du poème épique Den Binckhorst (Le Binckhorst, 1613), du poète zélandais Philibert van Borsselen, en constitue également une source d'inspiration.  L'influence s'étend non seulement aux vers 102, 105, 108-113 et 115-122 de Harduwijn, mais également à la structure de ses vers et au vocabulaire qu'emploie le poète originaire des Pays-Bas espagnols dans les œuvres publiées entre les années 1620 et 1629, surtout lorsqu'il dénombre des fleurs et dépeint des scènes de la nature.

### Mysticisme et propagande à l'espagnol

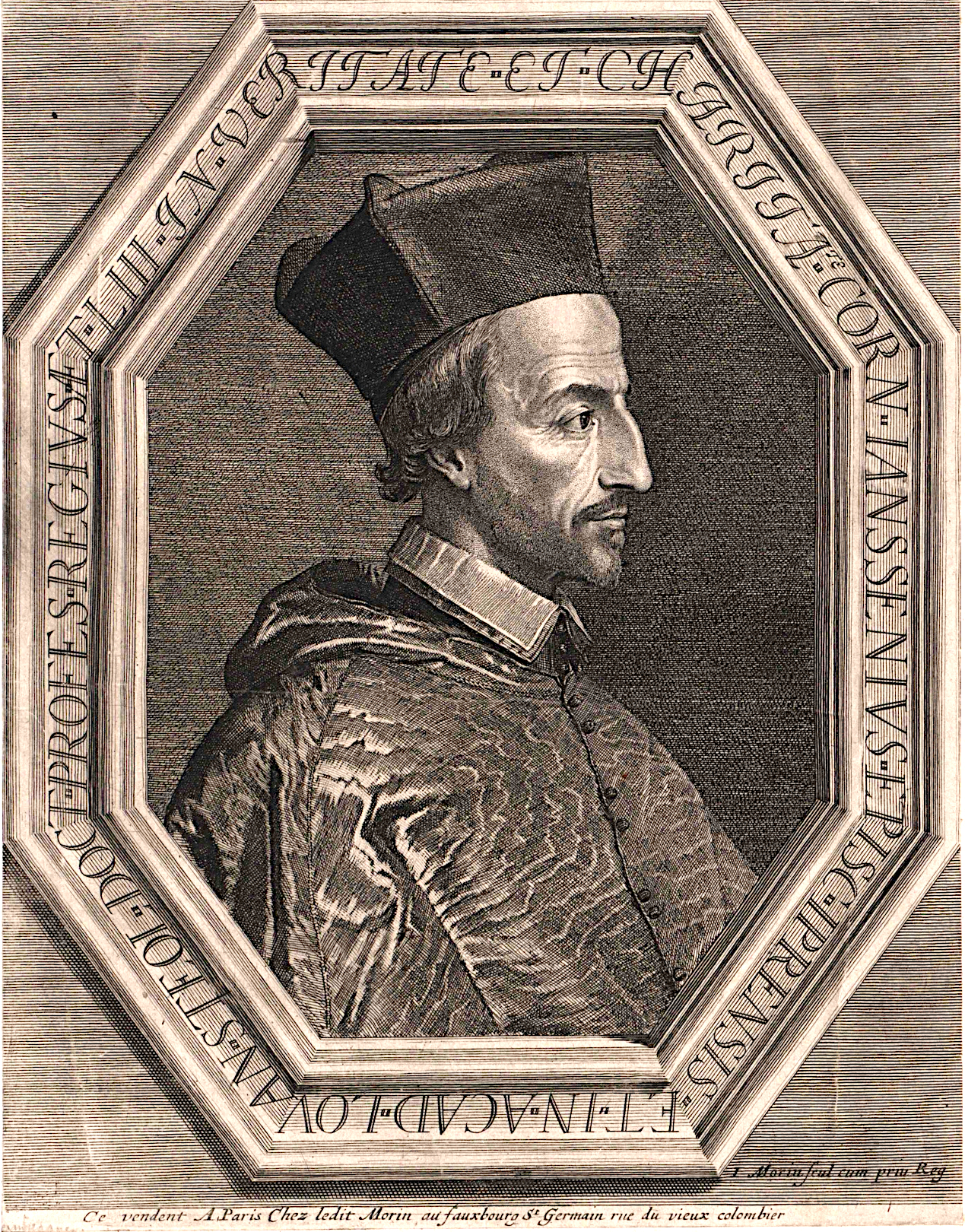
Portrait par Jean Morin de Cornelius Jansen, avec qui Justus de Harduwijn se lia d'amitié.

Hormis les œuvres mentionnées ci-dessus, Harduwijn a écrit quelques poèmes de circonstance.  Il a traduit, entre autres, les Pia desideria (Pieux Désirs) de Herman Hugo, les transformant en Goddelijcke wenschen (Vœux divins, publiés en 1629 et encore réimprimés en 1645).  L’Alexipharmacum, dat is teghen-gift (Antidote, ou Contrepoison, de 1630) est une adaptation d'un ouvrage de Cornelius Jansen.
Selon Dambre, les Goddelijcke wenschen appartiennent au courant néomystique amolli et assez infantile de littérature ascétique à l'espagnole.
Un ouvrage publié à Anvers chez Hendrik Aertssens en 1635, en commémoration de la Joyeuse Entrée à Gand du prince royal, le cardinal-infant Ferdinand d'Autriche, gouverneur des Pays-Bas et de Bourgogne, comprend de la prose et de la poésie néerlandaises (de Harduwijn) et latines (de David van der Linden).  Ce pamphlet de propagande, l'un des nombreux sortis en latin et en néerlandais à l'occasion de l'arrivée du frère du roi Philippe IV d'Espagne, est d'autant plus remarquable qu'il est imprégné de patriotisme flamand indéniable : le fait y est accentué que le comté de Flandre a su maintenir l'autonomie et la liberté, ne s'étant jamais incliné devant les ambitions du roi de France.  La légende de l'illustration représentant la Vierge de Flandre contient les paroles Invicta Gallo — Noyt Fransch (« Jamais français »).

## Notoriété

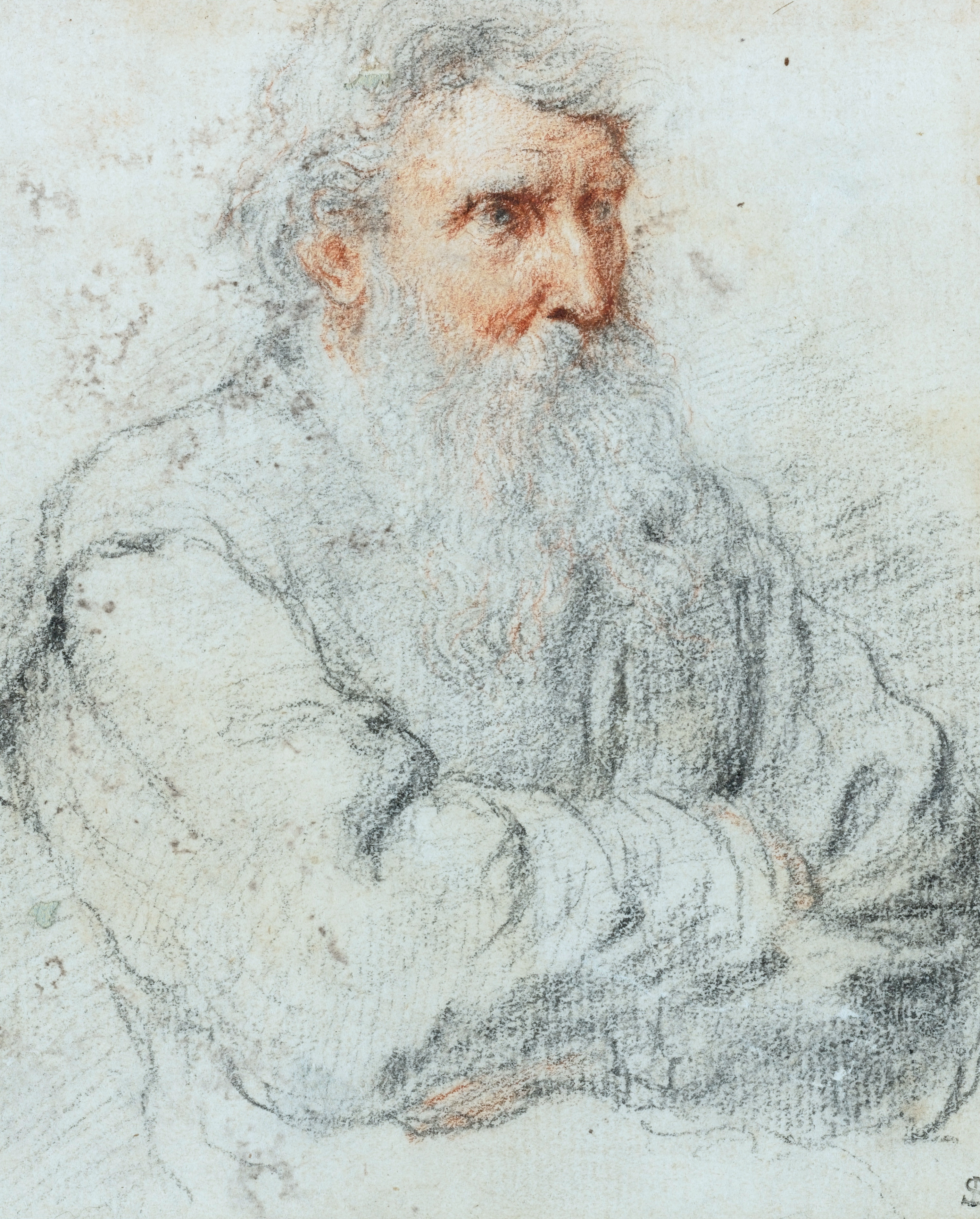
Portrait, dessiné vers 1638-1639, de l'entourage de Rubens, représentant Erycius Puteanus, qui tenait en haute estime le poète Justus de Harduwijn.

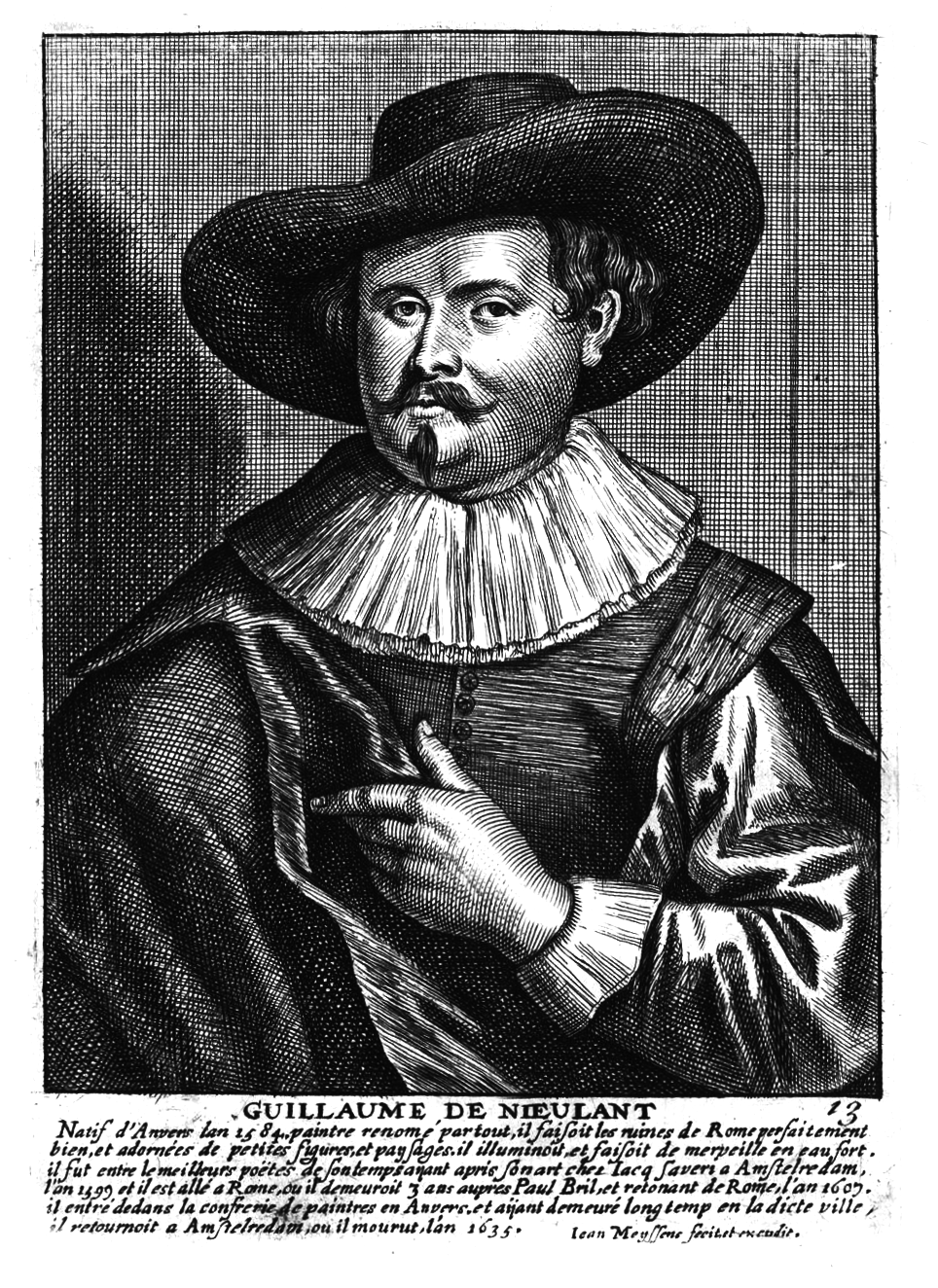
Portrait de Guilliam van Nieuwelandt, gravé par Jean Meyssens. Le peintre et poète écrivit un poème liminaire pour un ouvrage de Justus de Harduwijn

### Notoriété contemporaine

#### Réception deRoose-mond
Harduwijn imite ses modèles d'une façon créative, écrivant dans un langage poétique de son cru, et cela dans les premières années du XVIIe siècle, alors que Hooft et Bredero ne viennent que de débuter ; cela fait du Roose-mond un recueil d'une exceptionnelle modernité dans les Pays-Bas méridionaux de l'époque.  Erycius Puteanus (1574-1646), l'illustre successeur de Juste Lipse à Louvain, ayant pris connaissance des poèmes de ce recueil, se réjouit de leurs qualités littéraires.
En effet, Harduwijn atteint les plus hauts sommets dans les sonnets non traduits ou adaptés de ses modèles : ceux où l'on peut admirer ses propres dons, sans interférence.  Ces œuvres se caractérisent par les vagues déferlantes de ses alexandrins (qui dépasseraient en éloquence et en cadence ceux de Van der Noot), par le ton doux et élégiaque (qui rapproche ce poète — par l'intermédiaire de Desportes — plus de Pétrarque que de Ronsard et de Van der Noot), mais avant tout, par le sentiment frais et délicat de la nature : ce sentiment joyeux de la Renaissance qui s'exprime par un émerveillement ingénu et presque enfantin.
Si, comme le remarque Schrant, il figure parmi les premiers à soumettre les vers néerlandais aux règles de la versification française, et s'il s'inspire de l'esthétique de la Pléiade dans les sonnets des Weerliicke liefden tot Roose-mond (1613) et dans les poèmes spirituels des Goddelicke lof-sanghen (1620), il essaie tout de même, selon Schrant et Willems, de purifier la langue néerlandaise des mots empruntés au latin ou au français.
La reconnaissance de la modernité du poète et le succès de son recueil sont limités au cercle restreint de ses amis.

#### Poèmes liminaires et élégies
Jan David Heemssen, André van Hoye (Hoius), le prêtre Simon van den Kerchove (Kerchovius), Theoderick van Liefvelt le Jeune, seigneur d'Opdorp, David van der Linden (Lindanus), Jacob van Lumele van der Mark, Guilliam van Nieuwelandt et François Sweerts (Sweertius) ont écrit des poèmes liminaires pour ses recueils, alors que Jacob van Zevecote (Zevecotius) a dédié quelques élégies à Harduwijn.

### Notoriété posthume

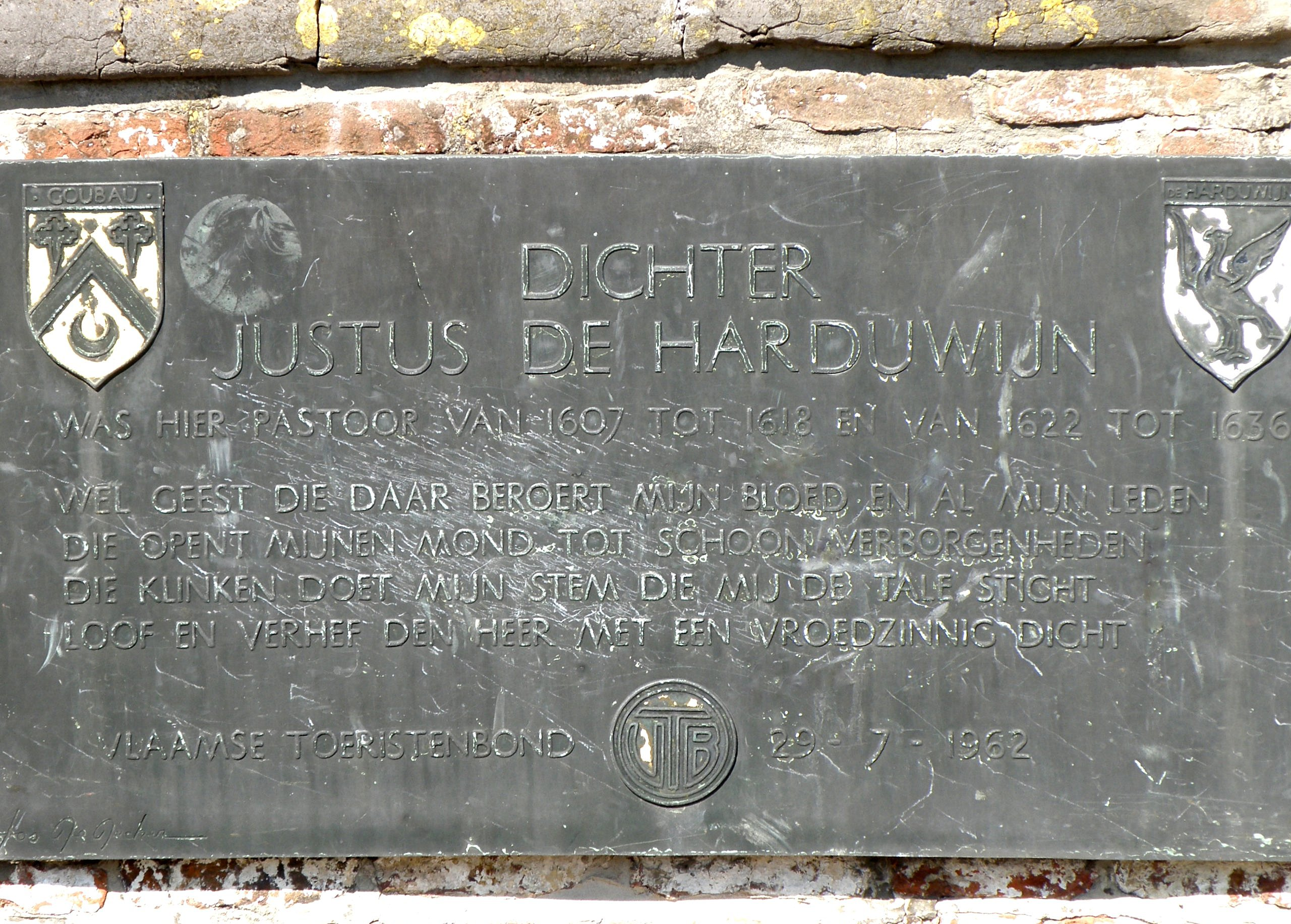
Plaque commémorative en l'honneur du poète à Mespelare, à l'entrée du cimetière.

Il semble que l'œuvre de Harduwijn ait perdu de son attrait au cours de la seconde moitié du XVIIe siècle.  Par contre, au XIXe siècle, il est redécouvert par Jan Frans Willems et Johannes Matthias Schrant.  Le professeur Matthijs Siegenbeek estime qu'il occupe la première place parmi les grands novateurs de la littérature néerlandaise de son temps et il voit en lui l'émule d'un Coornhert, d'un Visscher, d'un Spiegel ou d'autres auteurs des Pays-Bas septentrionaux, jusqu'à le préférer à la plupart d'entre eux ; ses poèmes seraient plus fluides, plus poétiques que ceux de Coornhert.
Dans un article écrit pour une revue de langue et de littérature néerlandaises, Dambre soutient que le prêtre et poète Harduwijn aurait annoncé le poète flamand Guido Gezelle à bien des égards.  Il constate qu'entre les poèmes de ces deux poètes, il existe d'étonnantes ressemblances quant aux descriptions de la nature et aux versifications rimées des psaumes et des hymnes.

## Ressources

### Œuvre
- (nl) De weerliicke liefden tot Roose-mond: eensdeels naerghevolght de Grieksche, Latijnsche ende Franchoysche poëten, Anvers, 1613.
- (nl) Den val ende op-stand vanden coninck ende prophete David: met by-voegh van de seven leed-tuygende psalmen, Gand, 1620.
- (nl) Versuchten der bruyd naer haren goddelycken bruydegom, imitation du Cantique des Cantiques.
- (nl) Goddelicke lof-sanghen tot vermaekinghe van alle gheestighe liefhebbers ende naementlick van de deughdleerende joncheyt des bisdoms van Ghendt, Gand, 1620.
- (nl) Goddelycke wenschen, verlicht met sinne-beelden, ghedichten en vierighe uyt-spraecken der ovd-vaeders: naer-ghevolght de Latynsche vanden eerw. P. Hermannvs Hvgo priester der societeyt Iesu, Anvers, 1629 : les emblèmes par Boëtius à Bolswert ; imitation des Pia desideria (1624) de Herman Hugo.
- (nl) Cornelius Jansenius' alexipharmacum, dat is teghen-gift, 1630.
- (nl) Goeden yver tot het vaderland, ter blyder inkomste van den coninclyken prince Ferdinand van Oostenryck, cardinael infant, gouverneur der Nederlanden ende Bourgoignen, binnen de stad Ghend, Anvers, 1635 ; prose et poésie néerlandaises (par Harduwijn) et latines (par David van der Linden)[14].

### Sources[14]
- (nl) Buitendijk, Willem Jan Cornelis.  Het calvinisme in de spiegel van de Zuidnederlandse literatuur der Contra-Reformatie, Groningue/Batavia, J.B. Wolters' Uitgevers-Maatschappij, 1942.
- (nl) Dambre, Oscar.  « J. De Harduijn's en G. Gezelle's vertaling van het ‘Dies Irae’ », in : Tijdschrift voor Nederlandse Taal- en Letterkunde, Leyde, E.J. Brill, vol. XLIII, 1924.
- (nl) Dambre, Oscar.  « Ph. van Borsselen-plagiaat bij J. de Harduijn », in : De Nieuwe Taalgids, Groningue/Batavia, J.B. Wolters, vol. XXXI, 1937.
- (nl) Duyse (van), Prudens.  « Justus Harduyn », in : Willems, Jan Frans (dir.), Belgisch museum voor de Nederduitsche tael- en letterkunde en de geschiedenis des vaderlands, Gand, Maatschappij tot Bevordering der Nederduitsche Taal- en Letterkunde, vol. X, 1846.
- (nl) Es (van), Gustaaf Amandus, et Edward Rombauts.  Geschiedenis van de letterkunde der Nederlanden, Bois-le-Duc, Teulings / Anvers-Bruxelles, Standaard-boekhandel, 1952, vol 5.
- (nl) Frederiks, Johannes Godefridus, et Frans Jozef van den Branden.  Biographisch woordenboek der Noord- en Zuidnederlandsche letterkunde, Amsterdam, L.J. Veen, 1888-1891.
- (nl) Harduwijn (de), Justus, et Oscar Dambre (éd.).  De weerliicke liefden tot Roose-mond, 1613, 2e éd. revue et améliorée, Culemborg, Tjeenk Willink/Noorduijn, 1978.
- (nl) Knuvelder, Gerard Petrus Maria.  Handboek tot de geschiedenis der Nederlandse letterkunde, Bois-le-Duc, Malmberg, 1971, vol. 2.
- (nl) Laan (ter), Kornelis.  Letterkundig woordenboek voor Noord en Zuid, 2e impr., La Haye/Jakarta, G.B. van Goor Zonen's Uitgeversmaatschappij, 1952.
- (nl) Sabbe, Maurits.  Brabant in 't verweer, Anvers, V. Resseler / La Haye, Martinus Nijhoff, 1933.
- (nl) Serrure, Constant-Philippe.  « Justus de Harduyn, 1607 », in : Vaderlandsch museum voor Nederduitsche letterkunde, oudheid en geschiedenis, Gand, H. Hoste, vol. V, 1863.
- (nl) Verkruijsse, Pieter Jozias.  « Harduwijn, Justus de », in : Bork (van), Gerrit Jan, et Pieter Jozias Verkruijsse (dir.), De Nederlandse en Vlaamse auteurs van middeleeuwen tot heden met inbegrip van de Friese auteurs, Weesp, De Haan, 1985.
- (nl) Witsen Geysbeek, Pieter Gerardus.  Biographisch anthologisch en critisch woordenboek der Nederduitsche dichters, HAE-IPE, Amsterdam, C.L. Schleijer, 1822, vol. 3.
- (nl) Anton van Duinkerken, Achter de vuurlijn, Hilversum, Paul Brand’s Uitgeversbedrijf, 1930, 270 p. (lire en ligne), « Justus de Harduyn », p. 61-71.